# Arthur Eichengrün
Arthur Eichengrün   (Aquisgrà, 13 d'agost de 1867 - Bad Wiessee, 23 de desembre de 1949) fou un químic alemany que inventà l'aspirina en col·laboració amb el seu ajudant Felix Hoffmann.

## Biografia
Arthur Eichengrün era jueu, fill d'un fabricant i comerciant de teles. El 1885 començà els seus estudis de química a la Universitat d'Aachen, més tard els continuà a Berlín i, finalment, a Erlangen, on aconseguí el doctorat el 1890. El 1896 entrà a treballar a l'empresa farmacèutica Farbenfabriken vorm. Friedr. Bayer & Co. coneguda com a Bayer a Elberfeld, Rin del Nord-Westfàlia. El 1908, deixà la Bayer i fundà la seva pròpia fàbrica de productes farmacèutics, la Cellon-Werke de Berlín. La seva companyia fou arianitzada pels nazis el 1938. El 1943 fou detingut i condemnat a quatre mesos de presó per haver inclòs la paraula "Israel" en el nom de la seva empresa. Al maig de 1944 fou arrestat de nou pel mateix càrrec i deportat al camp de concentració de Theresienstadt, on hi passà catorze mesos fins al final de Segona Guerra Mundial a Europa. Després de l'alliberament, tornà a Berlín, però es mudà a Bad Wiessee, Baviera, el 1948 on hi morir l'any següent a l'edat de 82 anys.

## Obra

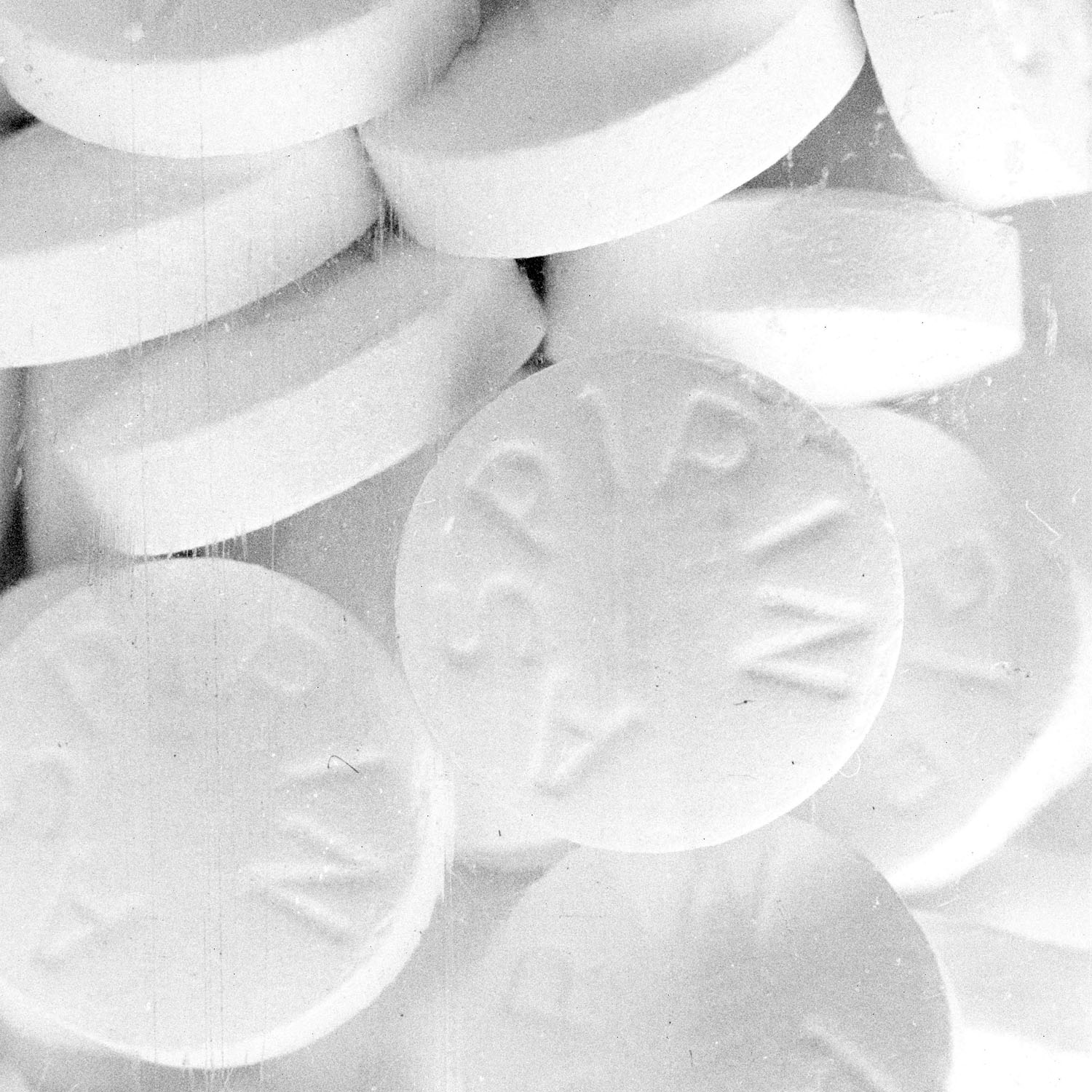
Aspirina

Eichengrün realitzà una investigació important en el camp de la síntesi de compostos químics, cosa que demostren les seves 47 patents. Però és més conegut per la controvèrsia al voltant de la qüestió de qui inventà l'Aspirina. Segons la Bayer fou Felix Hoffmann, un jove químic de la Bayer qui el 1897 sintetitzà àcid acetilsalicílic (ASA, el compost actiu de l'Aspirina) mitjançant un procés que permetia la seva utilització amb finalitats farmacèutiques. El 1853 el químic francès Charles Frédéric Gerhardt ja l'havia obtingut però no es podia emprar-se com a medicament. Tanmateix el 1949, Arthur Eichengrün, director d'investigacions de la Bayer el 1897, publicà un article a la revista Pharmazie en el qual afirmava haver planejat i dirigit la síntesi de l'Aspirina juntament amb diversos compostos relacionats. També afirmava que s'havia encarregat de les primeres proves clíniques. Finalment afirmà que el paper de Hoffmann es limità a la síntesi de laboratori inicial amb el seu procés i res més. La causa de tot aquest embolic és que l'Alemanya nazi sorgida de les eleccions del 1933 s'encarregà de promoure un inventor ari en lloc d'un jueu.
També desenvolupà el Protargol el 1897, una sal de plata d'una barreja de proteïnes, que podia emprar-se contra la gonorrea i que fou emprada fins a l'aparició de les sulfonamides i, després, dels antibiòtics.